# ヘルマン・ムカレレ
ヘルマン・ムカレレ（Helman Nkosiyethu Mkhalele、1969年10月20日 - ）は、南アフリカの元サッカー選手。元南アフリカ代表。ポジションはミッドフィールダー。

## 来歴
1994年に南アフリカ代表デビュー。自国開催となったアフリカネイションズカップ1996では5試合に出場、優勝した。アフリカネイションズカップ1998にも5試合に出場、準優勝した南アフリカとして初の出場となった1998 FIFAワールドカップではグループステージ全3試合に出場した。2001年までに66試合に出場、8得点をあげた。

## 代表歴

### 出場大会
- 南アフリカ代表
  - 1998 FIFAワールドカップ

### 試合数
- 国際Aマッチ 66試合 8得点（1994年-2001年）[1]

| 南アフリカ代表 | 国際Aマッチ | 国際Aマッチ |
| 年             | 出場        | 得点        |
| -------------- | ----------- | ----------- |
| 1994           | 3           | 0           |
| 1995           | 5           | 2           |
| 1996           | 10          | 0           |
| 1997           | 12          | 4           |
| 1998           | 12          | 1           |
| 1999           | 8           | 1           |
| 2000           | 12          | 0           |
| 2001           | 4           | 0           |
| 通算           | 66          | 8           |